# Mortal Kombat (videogioco 2011)
Mortal Kombat (conosciuto anche come Mortal Kombat 2011, Mortal Kombat 9 o Mortal Kombat IX per distinguerlo dal primo capitolo della serie) è un videogioco picchiaduro ed è il nono capitolo della serie, sviluppata da NetherRealm Studios (ex Midway). Il gioco è stato accennato dallo sviluppatore Ed Boon nel gennaio 2009, poco dopo l'uscita del gioco precedente della saga, Mortal Kombat vs DC Universe. Il 18 giugno 2009, Boon ha confermato su Twitter che stava eseguendo un motion capture per il gioco.
Il gioco è uscito nei negozi, come annunciato, il 21 aprile 2011 ed è disponibile per Xbox 360 e PlayStation 3. Nella primavera 2012 fu pubblicato per PlayStation Vita.
Il 3 luglio 2013 viene ufficialmente pubblicato per PC (nella versione Komplete Edition) attraverso la piattaforma di distribuzione digitale Steam, a cui seguirono delle versioni retail ad agosto e ad ottobre dello stesso anno (uscite differenziate per continente). Tale conversione è stata ad opera della High Voltage Software. Il 20 marzo 2020 il gioco viene rimosso dal negozio di Steam.
Il gioco è retrocompatibile per le console Xbox Series, e in occasione del Xbox 20th Anniversary, il 15 novembre 2021 Microsoft abilita la funzione FPS Boost (60 fps), che si aggiunge all'HDR, e alla risoluzione HD. Inoltre, è il primo videogioco della serie principale (se si esclude Mortal Kombat: Shaolin Monks) a essere doppiato in italiano, nonostante il coinvolgimento di doppiatori per la maggior parte non professionisti e i pessimi standard recitativi.

## Trama
Dopo gli eventi di Mortal Kombat: Armageddon, tutti i combattenti sono stati annientati. Shao Kahn ha ucciso Blaze e ne ha quindi assorbito i poteri. Gli ultimi rimasti sono Shao Kahn e Raiden. L'imperatore ha la meglio contro il Dio del Tuono. Quest'ultimo prima di morire, usa il suo amuleto per inviare al se stesso nel passato delle visioni, accompagnate da un messaggio ambiguo che recita: Deve vincere!.
La storia ricomincia durante il primo torneo organizzato dallo stregone Shang Tsung, il Raiden del passato riceve il messaggio del futuro dall'amuleto e delle visioni, e mette in guardia i guerrieri destinati a proteggere il Regno della Terra dal Regno Esterno: Johnny Cage, un attore sbruffone ma abile nelle arti marziali; Sonya Blade, luogotenente delle Forze Speciali in cerca del criminale Kano, il suo collega Jax Briggs e il monaco shaolin Liu Kang, suo allievo prediletto. Dalle sue visioni Raiden intuisce che deve essere Liu Kang a vincere il torneo e a salvare la Terra, ma scopre anche che lo spettro Scorpion ucciderà Sub-Zero. Nel tentativo di correggere questo secondo evento, Raiden convince Scorpion a limitarsi a sconfiggerlo, e così, in un primo momento, Scorpion affronta Bi Han e lo sta per risparmiare, ma Quan Chi si prende gioco di Scorpion e lo inganna con delle false visioni e lo porta ad uccidere Sub-Zero. Durante il torneo Liu Kang conosce Kitana, la figlia dell'imperatore Shao Kahn, e arriva alla fase finale del torneo, sconfiggendo prima Goro e per ultimo Shang Tsung, decretando la vittoria del Regno della Terra. Nonostante ciò, l'amuleto di Raiden continua a frantumarsi, un segno che indica come il futuro sia rimasto immutato.
Deluso dalla sconfitta, Shao Kahn ordina che Shang Tsung sia giustiziato, ma cambia idea quando lo stregone suggerisce di organizzare il secondo torneo nel Regno Esterno. Raiden è costretto a far partecipare la Terra al torneo (anche per salvare Sonya Blade, catturata da Shang Tsung durante l'attacco all'accademia Wu Shi degli shaolin), ed un'altra visione lo porta a proteggere Smoke dal clan Lin Kuei, che intende trasformare tutti i suoi guerrieri in cyborg. Quest'azione, tuttavia, causa un evento imprevisto ai danni di Kuai Liang, fratello di Bi-Han e secondo Sub-Zero: quest'ultimo era infatti giunto nell'Outworld per vendicarsi di Scorpion, che riesce a sconfiggere, ma prima di poterlo fare viene catturato da Sektor e Cyrax. Nel frattempo Kitana, titubante sulla condotta del padre, scopre che Shang Tsung l'ha clonata su ordine di Shao Kahn allo scopo di sostituirla. Raiden, trovandosi a corto di guerrieri e sapendo che la vittoria prevista di Liu Kang contro Shao Kahn non cambierà il futuro, decide di sostituirlo con Kung Lao. Questi arriva alle fasi finali del torneo, sconfiggendo Quan Chi, Shang Tsung e Kintaro, ma prima di poter affrontare Shao Kahn, quest'ultimo si piazza alle sue spalle e gli spezza il collo. Liu Kang, infuriato per la morte del suo compagno, lo sconfigge trapassandogli il torace con un pugno infuocato. L'imperatore viene ucciso e la Terra è di nuovo al sicuro, ma l'amuleto presenta ulteriori danni, segno che il futuro è ancora in pericolo.
Mentre gli uomini di Shao Kahn discutono su chi deve prenderne il posto, sorprendentemente l'imperatore fa la sua comparsa, curato dallo stregone Quan Chi. Quest'ultimo, per permettere a Shao Kahn di invadere la Terra, resuscita Sindel, moglie di Shao Kahn e madre di Kitana, annullando un sigillo posto da lei secoli prima. Raiden salva Johnny Cage uccidendo Motaro, e Kurtis Stryker, poliziotto, si unisce a Raiden. Kabal, compagno di squadra di Stryker, viene invece ustionato da un attacco di Kintaro, e viene salvato dal Drago Nero guidato da Kano e alleato di Shao Kahn, ma rifiuta di aiutarlo e fugge. Unitosi così anche lui alle forze di Raiden, Kabal sconfigge Kuai Lang, trasformato in cyborg dal Lin Kuei, e Jax riprogramma il cyborg ridandogli il libero arbitrio, consentendogli di unirsi anche lui a Raiden. Sub-Zero, insieme allo sciamano Nightwolf, interviene anche per impedire a Quan Chi di eseguire un perfido rituale per rafforzare Shao Kahn a scapito di alcuni sfortunati esseri umani, sconfiggendo Noob Saibot (che si rivela essere suo fratello Bi Han). Successivamente Raiden, in compagnia di Liu Kang, consulta gli Dei Anziani per chiedergli perché stanno consentendo a Shao Kahn di invadere la Terra nonostante il monaco shaolin abbia vinto il torneo secondo le regole per ben due volte. Gli Dei Anziani riferiscono che Shao Kahn non sta infrangendo le regole del Mortal Kombat, perché pur invadendo la Terra, non sta fondendo i due reami. Nel frattempo Sindel, potenziata da Shao Kahn col sacrificio di Shang Tsung, irrompe nella Cattedrale, rifugio dei guerrieri di Raiden, e ne uccide la maggior parte, inclusa sua figlia Kitana, che aveva deciso di unirsi ai terrestri. Nightwolf, con un gesto disperato, sacrifica sé stesso per distruggere Sindel. Liu Kang, però, inizia a perdere la fiducia verso Raiden, ritenendolo responsabile di quanto sta accadendo.
Raiden per evitare il peggio, è costretto a scendere a compromessi con il Regno Occulto nel tentativo di stringere un'alleanza con Quan Chi, ma scopre che egli ha preso tutte le anime dei combattenti della Terra (Jax, Stryker, Kabal, Kitana, Nightwolf, Kung Lao) e di seguito si è alleato con Shao Kahn. Raiden sconfigge i suoi vecchi compagni, ma mentre parla con Quan Chi, scopre che il messaggio "Deve vincere", inviatogli dal suo alter-ego del futuro, si riferiva in realtà a Shao Kahn stesso: l'imperatore, infatti, può annettere la Terra soltanto attraverso una vittoria del Mortal Kombat; se provasse invece a conquistarlo con un'invasione, infrangerebbe le regole stabilite dagli Dei Anziani, che lo punirebbero. Al fine di scatenare tale sanzione, Raiden permette allora a Shao Kahn di procedere con la sua conquista. Allora, Liu Kang - che non è al corrente del piano di Raiden - accusa quest'ultimo di essere un folle a far invadere la Terra. Raiden prova a farlo desistere, ma finisce per uccidere accidentalmente il suo allievo. Successivamente, finge di arrendersi all'imperatore, che tuttavia lo attacca, reclamando la sua vita. Nonostante un iniziale vantaggio di Shao Kahn, gli Dei Anziani intervengono e aumentano i poteri di Raiden, permettendogli di distruggere per sempre Shao Kahn e salvando la Terra. Con l'aiuto degli unici sopravvissuti, Johnny Cage e Sonya Blade, Raiden si accinge così a ricostruire quanto è andato distrutto a causa delle azioni di Shao Kahn.
Poco dopo, si scopre che Quan Chi agisce per conto di Shinnok, un Dio Anziano decaduto e confinato nel Regno Occulto, che intende approfittare del fatto che sia la Terra che il Regno Esterno sono praticamente annientati per poterli conquistare entrambi.

### Modalità storia
La trama del gioco è raccontata nella "Modalità Storia", la quale, ricalcando quella del precedente Mortal Kombat vs DC Universe, si divide in 16 capitoli, in ognuno dei quali durante varie sequenze cinematografiche si utilizza un personaggio che combatte contro 4 personaggi a capitolo. I capitoli sono:
| Personaggio    | Avversari                                                                   |
| -------------- | --------------------------------------------------------------------------- |
| Johnny Cage    | Reptile, Baraka, Sonya Blade, Kano                                          |
| Sonya Blade    | Sub-Zero, Raiden, Kitana/Jade, Kano                                         |
| Scorpion       | Kung Lao, Nightwolf, Cyrax/Sektor, Sub-Zero (Bi-Han)                        |
| Cyrax (umano)  | Sheeva, Baraka, Johnny Cage, Sektor                                         |
| Liu Kang       | Ermac, Kitana, Scorpion/Quan Chi, Goro, Shang Tsung                         |
| Jax            | Baraka, Johnny Cage, Jade, Sheeva                                           |
| Smoke          | Kitana, Kano, Reptile/Sub-Zero, Sektor                                      |
| Sub-Zero       | Cyrax, Ermac, Reptile, Scorpion                                             |
| Kitana         | Smoke/Johnny Cage, Jade, Mileena, Shang Tsung                               |
| Jade           | Baraka, Sheeva, Mileena, Smoke                                              |
| Kung Lao       | Noob Saibot, Goro, Shang Tsung/Quan Chi, Kintaro, Shao Kahn                 |
| Liu Kang       | Shao Kahn                                                                   |
| Stryker        | Reptile, Mileena, Kintaro, Ermac                                            |
| Kabal          | Kano, Noob Saibot/Mileena, Cyber Sub-Zero, Sheeva                           |
| Cyber Sub-Zero | Sektor, Goro/Kintaro, Ermac, Noob Saibot                                    |
| Nightwolf      | Quan Chi, Cyrax, Sektor, Sindel                                             |
| Raiden         | Scorpion, Jax/Stryker/Kabal, Kitana/Nightwolf/Kung Lao, Liu Kang, Shao Kahn |

Nell'undicesimo capitolo vi si aggiunge una quinta battaglia, giocatasi però nei panni di Liu Kang. Nel sedicesimo e ultimo capitolo, la seconda e la terza battaglia funzionano con un avversario dopo l'altro, come in una battaglia a sopravvivenza. Sempre nell'ultimo capitolo, vi sono cinque battaglie come nell'undicesimo.

## Modalità di gioco
Fra le caratteristiche principali spiccano il ritorno ad un'atmosfera più seria e meno scanzonata rispetto ai più recenti capitoli e il ritorno alle meccaniche di gioco 2D, sempre mantenendo i modelli dei personaggi e i fondali rigorosamente in 3D, usando come motore grafico un sistema modificato dell'Unreal Engine 3. Gli sviluppatori hanno specificato che questo capitolo è stato appositamente studiato per soddisfare le esigenze più complesse dei fan, lasciando però ampio spazio anche ai giocatori inesperti e casuali. Una delle novità introdotta nel gameplay, è l'inclusione della barra 'Super Meter' a tre tacche, che si riempie usando le "special moves", colpendo l'avversario mentre usa la parata o se si viene attaccati.
A differenza degli altri picchiaduro in cui compare la "barra delle Super", comunque, non bisogna utilizzare combinazioni particolari per eseguire le mosse, ma la stessa combinazione di una qualunque mossa speciale insieme al tasto R2/RT, per utilizzare una versione potenziata della propria mossa (ad esempio Scorpion lancia due arpioni invece di uno); questo consuma una tacca, mentre consumandone due è possibile interrompere una combo di colpi del nemico. Consumando tre tacche si esegue un attacco rapido che si differenzia a seconda del personaggio, chiamato X-Ray, accompagnato da effetti grafici quali una visuale in bianco e nero con l'evidenziazione di ossa ed organi interni frantumati. C'è stato anche un ritorno al passato per quanto riguarda le Fatality, vero punto di forza della serie, in questo capitolo più violente e sanguinolente che mai, inoltre ritornano le Babality di Mortal Kombat 2, ossia una mossa finale, comica, che trasforma il proprio avversario in un neonato. In alcune arene sono presenti le classiche Stage fatality, mosse finali atte ad uccidere l'avversario tramite trappole o attrezzature presenti o nascoste nello stage.
Fra le modalità di gioco è stato introdotto il Tag Team, una novità di questo capitolo. Questo permetterà di scegliere una squadra di due personaggi che si potranno alternare sul campo di gioco in qualsiasi momento, dando origine, nel momento del cambio, a mosse assistite o combinate, oltre a combo di vario genere. È presente la modalità 'Torre delle Sfide', una sorta di percorso a sfide molto particolari che metteranno a dura prova la capacità mentali e riflessive del giocatore, con l'inclusione dei vari minigiochi celebri della serie come 'test your strenght', 'test your luck', 'test your sight' e 'Test Your Might'. Anche l'online gioca la sua parte, il quale sarà implementato e migliorato rispetto ai capitoli precedenti. Il gioco è tornato alla classificazione PEGI 18+: infatti il livello di violenza è particolarmente elevato, molto più dei precedenti Mortal Kombat, e dunque sconsigliato ad un pubblico minorenne.
Naturalmente, nel gioco è presente la classica modalità "Arcade" (chiamata Skalata - volutamente con la "K" - nella versione italiana di questo gioco), presente nella maggioranza dei giochi di questo genere, ossia una serie di incontri in successione, di difficoltà progressiva, che culminano con il combattimento contro il "Boss Finale", in questo caso l'imperatore Shao Khan. Al termine della "Skalata" il giocatore potrà guardare il filmato finale del personaggio con cui ha sconfitto il Boss. Tali finali, però, non vanno considerati come finale canonico, ufficiale, del gioco (anche perché, come spesso accade, il finale di un personaggio contraddice quello di un altro), ma piuttosto come un "cosa sarebbe successo se quel personaggio avesse vinto il Mortal Kombat". Anche se non fanno parte del canone, comunque, questi finali a volte possono fornire spunti sul fato di alcuni personaggi nei successivi capitoli della serie (ad esempio il finale di Jade mostra quest'ultima venire posseduta da uno spirito di un altro reame, il che potrebbe suggerire che il personaggio cambierà radicalmente nei prossimi Mortal Kombat).
È il primo gioco della serie principale ad avere le animazione introduttive pre-battaglia dei personaggi. Nonostante anche Mortal Kombat: Shaolin Monks abbia questa caratteristica, questo era considerato un gioco d'avventura.

### Personaggi giocabili
| Originali | DLC                                                                   |
| --- | --------------------------------------------------------------------- |
| Baraka Cyber Sub-Zero Cyrax Ermac Jade Jax Briggs Johnny Cage Kabal Kano Kitana Kung Lao Kurtis Stryker Liu Kang Mileena Nightwolf Noob Saibot Quan Chi Raiden Reptile Scorpion Sektor Shang Tsung Sheeva Sindel Sonya Blade Smoke Sub-Zero Esclusiva PlayStation: Kratos | Classici: Kenshi Rain Nuovo: Skarlet Crossover Cinema: Freddy Krueger |

### Finali arcade
Come i precedenti capitoli della saga, ogni personaggio ha il proprio finale, sbloccabile vincendo la modalità Skalata.
- A un passo dalla vittoria sulla Terra, Baraka sgozza Shao Kahn, ma questi si rivela essere nient'altri che Shang Tsung, il cui scopo era sostituirsi all'imperatore, cosa che però il tarkatan aveva intuito. Restituito il comando al Kahn, questi riconosce il valore di Baraka, la cui razza diventa la favorita del Regno Esterno.
- Cyber Sub-Zero sconfigge Shao Kahn, ma, nei successivi istanti, l'anima dell'imperatore prende il controllo del corpo del cyborg.
- Cyrax ritrova la sua coscienza e lascia il Lin Kuei, ma Sektor gli dà la caccia; aiutato da Raiden e dagli shaolin, Cyrax sconfigge i vecchi alleati e comincia una nuova vita all'accademia Wu-Shi.
- Dopo la morte di Shao Kahn, non c'è più posto per Ermac nel Regno Esterno. Le anime al suo interno cominciano a lottare per la supremazia, ma solo quella di Jerrod riesce a spuntarla. Comandato da questa, Ermac/Jerrod fa ritorno a Edenia per ricongiungersi a Sindel e Kitana.
- Nonostante abbia sconfitto Shao Kahn, Freddy Krueger è riconosciuto come spirito maligno da Nightwolf, che lo rinchiude nel Regno dei Sogni; da qui, tuttavia, Freddy potrà preparare nuovi incubi per la Terra.
- Jade perde i sensi a causa del combattimento con Shao Kahn e si ritrova a vagare per un mondo onirico, dove incontra una donna (forse Cetrion o Kronika) che rivela a Jade di aver osservato gli eventi sin dall'origine del mondo e che la morte di Shao kahn deve essere "rivista", detto questo, l'entità si impossessa di Jade per accedere al mondo reale.
- Per trovare le forze di Shao Kahn rimaste, Jax accede a un sistema tramite il quale riesce ad hackerare Kano tramite il suo occhio cibernetico e a imprigionarne la coscienza
- Johnny Cage scopre di avere all'interno di sé una potentissima energia che, tuttavia, non riesce ancora a controllare; perché ciò avvenga, è accompagnato da Raiden nel Regno del Seido, dove comincia l'addestramento.
- Il respiratore di Kabal è seriamente danneggiato in combattimento; così, fattosi dire da Kano chi è l'ingegnere che lo ha ideato, il guerriero viene ricostruito, più forte e più veloce, pronto a lottare per il bene.
- Kano usa i proventi generati dall'alleanza con Shao Kahn per potenziarsi, in modo da poter connettere la sua mente all'inernet e svuotare banche dati e fisiche. Quando la sua coscienza è imprigionata da Jax nei database delle forze speciali, Kano riesce a liberarsi e hackera gli armamenti dell'esercito, divenendo padrone del mondo.
- Dopo aver sconfitto Shao Kahn, Kenshi si lancia alla ricerca di Shang Tsung, che si è nascosto nel Regno Esterno. Affrontatolo, lo trappassa con la sua Sento, lasciando fuggire tutte le anime rubate dallo stregone.
- Kitana decide di risparmiare Mileena e di offrirle un posto insieme a Jade nell'aristocrazia edeniana. Insieme, creano un'invincibile sorellanza consacrata alla difesa dei regni dal male.
- Kratos e raggiunto da Raiden e Fujin, che si inchinano dinanzi a lui in segno di gratitudine per aver salvato la Terra e si dichiarano in debito; Kratos torna al suo mondo, pensando a come potrà sfruttare questo "debito" in futuro.
- Kung Lao si reca con Raiden in visita alla tomba del Grande Kung Lao, ma, toccando la lapide, comincia ad avere visioni della vita del suo antenato, o meglio, della sua vita precedente: Raiden capisce che il Kung Lao che ha di fronte non è altri che la reincarnazione del suo antenato, che ha portato a termine la missione che non era riuscito a compiere nella vita precedente.
- Kurtis Stryker diventa l'eroe che ha salvato la Terra, riceve la medaglia presidenziale della libertà, scrive una autobiografia da best seller ed è braccato dai paparazzi, ma rifiuta di ricevere i diritti a Johnny Cage per la produzione di un film ispirato alla sua storia.
- Avvertendo, ormai, Raiden più come un peso, Liu Kang richiede e ottiene dagli Dei Anziani di poterlo sostituire come dio protettore della Terra; sconfitto, così, in combattimento il vecchio mentore, diventa dio del fuoco e del fulmine.
- Mileena si rivolta contro Shang Tsung, che l'aveva usata per togliere di mezzo Shao Kahn, e ne assorbe l'anima, moltiplicando il suo potere; ora punta all'anima di Raiden, l'unico che potrebbe ostacolarla.
- Non udendo più il suo spirito guida, il lupo, Nightwolf fa ritorno alla sua terra Sacra, solo per scoprire che Shao Kahn ha legato la sua anima allo spirito del lupo; Nightwolf si trasforma in un licantropo, capace di contagiare gli altri con il morso, diventando un nuovo, subdolo, strumento di conquista nelle mani dell'imperatore.
- Noob Saibot è sfuggito al controllo di Quan Chi e ha stretto un'alleanza con Havik, che travolge il Regno Occulto con le sue armate. Sconfitti gli antichi padroni, Noob Saibot prende il controllo.
- Quan Chi ottiene da Shinnok l'incarico di far risorgere la Fratellanza dell'Ombra rubando le anime dei guerrieri caduti, ma Shinnok lo ripaga ordinando la sua uccisione. Avendo previsto una tale infamia, Quan Chi ha riportato in vita Shao Kahn, che sfrutta come revenant per togliere di mezzo definitivamente il dio decaduto.
- Per sconfiggere le forze d'invasione a piede libero, Raiden recluta quattro guerrieri, uno per ogni punto cardinale, e scinde la sua anima, fondendosi con ognuno dei quattro, per poter combattere i nemici in più luoghi contemporaneamente.
- Rain sconfigge Shao Kahn ed è ringraziato da Raiden, che gli rivela la sua discendenza: Rain è un semidio figlio illegittimo del dio protettore di Edenia Argus. Convintisi che il potere sia suo di diritto, si pone al comando di un'armata per conquistare tutti i regni.
- Reptile costringe Shang Tsung a rigenerare la razza degli zaterriani, in modo da poter creare un esercito potentissimo con cui conquistare il Regno Esterno.
- Scorpion decide di fare ritorno ai luoghi originari dello Shiray Ryu; qui compaiono i fantasmi dei suoi compagni caduti, che indicano Quan Chi come il loro vero assassino. Raggiunto lo stregone, mentre le anime lo tengono fermo, Scorpion lo arde vivo.
- Sektor decide di ribellarsi al padre, Gran Maestro del Lin Kuei, per prendere il suo posto; ignorando l'avvertimento del genitore, che gli dice che indossare il medaglione del drago, simbolo del potere del gran maestro ha delle conseguenze, Sektor lo uccide e la sua anima viene risucchiata dal medaglione stesso,
- Dopo aver assorbito l'anima di Shao Kahn e sopraffatto dal suo potere, Shang Tsung fugge nel Regno Esterno, intenzionato a suicidarsi. Tuttavia, è raggiunto da Bo' Rai Cho, che si propone di allenarlo a controllare il suo potere perché possa sconfiggere Liu Kang, il quale, divenuto un dio, ha assunto comportamenti malvagi. Shang Tsung si prepara, così, a ottenere la sua vendetta.
- Per evitare che la razza shokan si estingua, in quanto Shao Kahn favorisce i centauri, Sheeva passa dalla parte della Terra e uccide l'imperatore. Gli shokan si trasferiscono sulla Terra, creando uno Stato tutto loro in Oceania; in cambio diventano protettori della Terra.
- Libera dall'incantesimo di Shao Kahn, Sindel uccide l'imperatore, riportando Edenia al suo splendore originale, ma riuscendo anche a guidare le tribù del Regno Esterno fuori dalla situazione di caos dovuta alla morte di Shao Kahn, continuando a regnare su entrambi i regni.
- Skarlet viene controllata da Quan Chi contro Shao Kahn, il cui sangue, proprio mentre l'incantesimo si rompe, viene assorbito dal corpo di Skarlet, che ne assimila l'immenso potere. Resa più forte dal sangue dei guerrieri della Fratellanza dell'Ombra, Skarlet uccide Quan Chi e scompare, in attesa della resurrezione di Shao Kahn.
- Smoke riesce a ricordare le sue origini: il suo verno nome è Tomas Vrbada, è originario della Repubblica Ceca, e, da ragazzino, fu rapito da una setta che lo sacrificò a Enenra, un'entità di fumo e vapore, che si impossessò del corpo del giovane Tomas e sterminò i suoi aguzzini, facendolo poi ritornare alla sua forma umana, ma privo di memoria.
- Provata mentalmente dalla lotta contro Shao Kahn e la perdita dei suoi amici, Sonya Blade lascia le forze speciali e si ritira in isolamento, finché non riceve la visita del fantasma del padre, che la sprona a eliminare ciò che resta dell'esercito di Shao Kahn.
- Sub-Zero apprende da Raiden che il Lin Kuei è responsabile della morte della sua famiglia e di quella di Scorpion; i due stringono un'alleanza e fanno piazza pulita dei loro nemici, per poi scomparire e ricomparire ogni tanto per proteggere gli innocenti.

## Contenuto scaricabile eKomplete Edition
Boon aveva affermato che questo capitolo avrebbe fatto largo uso di DLC (contenuti scaricabili) per soddisfare le richieste dei giocatori più esigenti. Sono infatti a disposizione costumi alternativi, fatality secondarie e personaggi non inclusi in un primo momento nel gioco, oltre a tanto altro ancora.
Il 9 gennaio 2012, Warner Bros. annunciò la Mortal Kombat: Komplete Edition, pubblicata il 28 febbraio 2012 in Nordamerica e il 2 marzo 2012 in Europa. L'edizione completa comprendeva il gioco e tutti i contenuti scaricabili pubblicati per esso. Erano inoltre presenti i codici per scaricare l'album Mortal Kombat: Songs Inspired by the Warriors - colonna sonora di Mortal Kombat: 2011 - insieme al film Mortal Kombat (il download fu disponibile attraverso PlayStation Store o Xbox Live), ma non per la versione europea.
Nella Komplete Edition, che tra l'altro comprende anche tutti i costumi alternativi di tutti i personaggi e tutte le modalità di gioco, i DLC (che si possono acquistare sul PlayStation Store e Xbox Live) che si trovano già sbloccati nel disco sono:
- I personaggi DLC: Skarlet, Freddy Krueger, Rain e Kenshi[14].
- Klassic Skin Pack 1: Ermac, Reptile, Scorpion e Sub-Zero con le skin di Mortal Kombat 1 e Jade, Kitana e Mileena con le skin di Mortal Kombat 3,
- Compatibility Pack 1: Cyrax e Sektor con le skin di Mortal Kombat 3.
- Compatibility Pack 2: Noob Saibot e Smoke con le skin di Mortal Kombat 2.
- Compatibility Pack 3: Jade e Kitana con le skin di Mortal Kombat 2.
- Compatibility Pack 4: Sub-Zero con la skin senza maschera di Mortal Kombat 3 e Cyber Sub-Zero con la skin retro di Mortal Kombat 3.

## Accoglienza
| Testata                        | Versione         | Giudizio |
| ------------------------------ | ---------------- | -------- |
| Metacritic (media al 16/11/21) | Xbox X360        | 88/100   |
| Metacritic (media al 16/11/21) | PlayStation 3    | 77/100   |
| Metacritic (media al 16/11/21) | PlayStation Vita | 85/100   |
| Metacritic (media al 16/11/21) | PC               | 81/100   |
| 1UP.com                        | PlayStation 3    | 91/100   |
| Game Informer                  | Xbox 360         | 95/100   |
| GameSpot                       | PC               | 85/100   |
| SpazioGames.it                 | PlayStation Vita | 90/100   |

La rivista Play Generation diede alla versione per PlayStation 3 un punteggio di 91/100, apprezzando la sua accessibilità e profondità, la ricchezza di contenuti single player e le novità indovinate trovando come pecche alcuni difetti grafici, in particolar modo nelle sequenze narrative, e nelle scelte di design discutibili, trovandolo il miglior picchiaduro in circolazione per ricchezza di contenuti e uno dei migliori per quanto riguardava le meccaniche di gioco. Successivamente fu valutata anche la versione per PlayStation Vita la quale ricevette un punteggio di 95/100, apprezzando la quantità di contenuti, le modalità e le opzioni per un giocatore ed il fatto che fosse fluido e come contro il prezzo un po' alto e la mancanza del crossplay, finendo per trovarlo un picchiaduro incredibilmente completo, in particolar modo per i contenuti riservati ad un solo giocatore.

## Censura
Nel febbraio 2011, il gioco è stato bandito dal sistema di classificazione d'età australiano, perché da questo ritenuto "eccessivamente violento". Warner Bros. ha inutilmente fatto appello alle autorità incaricate alla censura, secondo le quali "l'impatto di violenza in Mortal Kombat è più che forte e quindi non può essere adattato alla classificazione MA15+". Il governo australiano considera il gioco come un prodotto vietato. Il Ministro degli Affari Interni locale, Brendan O'Connor, ha chiesto di essere informato sulla decisione da prendere per Mortal Kombat, lasciando intendere che la questione ha causato "malumore pubblico".